# Dara de Jasenovac
Dara de Jasenovac (en inglés: Dara of Jasenovac; (en serbio: Дара из Јасеновца; rom.: Dara iz Jasenovca) es una película de drama histórico serbia ambientada en la Segunda Guerra Mundial de 2020 dirigida por Predrag Antonijević. Basada en los testimonios de supervivientes, trata sobre el genocidio, las atrocidades y el holocausto que tuvieron lugar en el campo de concentración de Jasenovac gestionado por el Estado Independiente de Croacia durante la Invasión de Yugoslavia.
El estreno de la película estaba previsto para principios de 2020, celebrando los 75 años de la fuga de prisioneros del campo. Debido a la pandemia de COVID-19, el estreno se pospuso hasta el 22 de octubre de 2020. El debut fue a finales de 2020 pospuesto nuevamente a un lanzamiento a mediados de 2021 debido a la pandemia COVID-19. Fue seleccionada como la entrada serbia a la Mejor Película Internacional en los 93o Oscar. Dara de Jasenovac fue presentada al Globo de Oro a la Mejor Película - Drama, mientras que la joven actriz Biljana Čekić fue considerada para el Globo de Oro a la Mejor Actriz de Película - Drama..
Es la primera producción serbia sobre el Holocausto en el Estado Independiente de Croacia. 
La película recibió críticas mixtas y controvertidas de críticos internacionales. Las críticas positivas elogian la película por tratar con un episodio de la Segunda Guerra Mundial ignorado, que recibió poca o ninguna cobertura de la audiencia internacional, mientras que las críticas negativas son en su mayoría trivializantes y negacionistas, lo que intentaron reducir a "propaganda".

## Trama
Después de la ofensiva de Kozara dirigida por el Eje, la mayoría de la población local serbia termina en los campos de concentración nazistas y croatas de Ustasha. 
Sin información sobre el paradero de su padre, Dara, de 10 años, su madre y dos hermanos son transportados en tren al campo de concentración de Jasenovac. Dara es separada de su familia y enviada a un campamento infantil especial con su hermano Budo, de dos años. Su madre y su hermano mayor son asesinados por Ustashas. 
Dara tiene como misión y objetivo personal asegurar la supervivencia de su hermano menor. En un lugar cercano no revelado, el padre de Dara, Mile, le asignan las tareas de deshacerse de los cadáveres. Está devastado cuando entre los cadáveres encuentra su propia esposa y el hijo mayor. También escucha rumores de que Dara y Budo siguen vivos y que se encuentran a treinta kilómetros río abajo, dentro del mismo complejo de campo de concentración de Jasenovac.  
Dara es el testigo de la crueldad de la policía en el campo y se sorprende por la violencia. Una noche, los guardias inventaron un juego de sillas musicales como entretenimiento para los oficiales nazis alemanes visitantes. El perdedor de cada ronda se abre o se golpea con un martillo. Con la ayuda de un prisionero judío, Blankica, Dara trama una forma de escapar.

## Elenco
- Biljana Čekić como Dara Ilić
- Vuk Kostić como Miroslav Filipović
- Marko Janketić como Vjekoslav Luburić
- Igor Đorđević como Ante Vrban
- Nataša Ninković  como Jovanka Končar
- Bojan Žirović como Jaša
- Nikolina Jelisavac como Mileva
- Alisa Radaković como Nada Sakić
- Jelena Grujičić como Blankica
- Sanja Moravčić como Diana Budisavljević
- Zlatan Vidović como Mile Ilić
- Nataša Ninković como Radojka
- Anja Stanić como Nada Ilić
- Nikolina Friganović como Mileva
- Radoslav Milenković como O Homem

## Producción
Una antigua cerámica ubicada en el pueblo de Kolut, cerca de Sombor, fue reconstruida y convertida en un campamento por el diseñador de producción Goran Joksimović. La segunda parte de la película se rodó en Bela Crkva.
Los niños de Kozarska Dubica fueron elegidos para retratar a varios niños que estaban atrapados en el campamento. Las escenas con los niños se filmaron en secuencia para enmascarar el crecimiento de los niños durante los tres meses de rodaje y los jóvenes actores comprenderían mejor el material. Un psicólogo se mantuvo en el set..
Erudito, profesor, rabino, escritor y cineasta estadounidense, especializado en el Holocausto, que se desempeñó como subdirector de la Comisión del Presidente sobre el Holocausto (1979-1980), Director de Proyectos en el Museo Conmemorativo del Holocausto de los Estados Unidos (USHMM) (1988 - 1993) y Director del Instituto de Investigación del Holocausto del USHMM (1993-1997). Michael Berenbaum se desempeñó como consultor de historia y documentación y productor ejecutivo.
El estreno serbio tuvo lugar en Gračanica y la película se proyectó durante siete días.
101 Studios aseguró los derechos de la película en los Estados Unidos y la estrenó en cines limitados el 5 de febrero de 2021.
Es la primera película sobre el tema del Holocausto en NDH.

## Reacción
Parte de los medios de comunicación croatas se quejaron de la falta de inversión del Centro Audiovisual Croata (HAVC) en películas históricas, en contraste con el Centro Cinematográfico de Serbia (FCS). Sin embargo, elogiaron a Antonijević y Drakulić, llamándolos "directores y guionistas de calidad", así como la producción de la película.
Debido a la clasificación coordinada en IMDb, con el número más alto o más bajo de estrellas, IMDb desactivó temporalmente la opción de clasificación para la película en febrero de 2021.

## Recepción de la crítica
La película fue recibida con críticas mixtas y controvertidas de los medios internacionales. En Rotten Tomatoes, tiene una tasa de aprobación del 64% basada en 14 comentarios cuestionables, con una calificación promedio de 6.4 / 10, pero la puntuación de la audiencia tiene una tasa de aprobación del 90% basada en más de 250 comentarios, con una calificación promedio de 9.0 / 10. La calificación de IMDb se suspendió después de los esfuerzos coordinados por usuarios con un sesgo ideológico para cambiar la calificación de la película.
Al escribir para Film Threat, Ray Lobo evaluó la película de manera positiva, y señaló que es "una historia única de la Segunda Guerra Mundial que vale la pena ver" y sirve como una "educación para la Segunda Guerra Mundial", así como una "educación para el conflicto" de los Balcanes de la última década del siglo XX ". Lobo elogia la calidad de la producción y la iluminación de la película, así como el elenco por transmitir efectivamente "la degradación de la vida en el campo y las ganas de vivir".
En The Jewish Chronicle, Linda Marric calificó la película con dos estrellas de cinco, diciendo que la película "a menudo parece innecesariamente libre ... como si la película estuviera feliz de retratar estas atrocidades con todos los detalles oscuros", pero elogió la calidad. técnica cinematográfica y la "interpretación bellamente discreta" de la actriz Biljana Čekić.
Deadline Hollywood, Anna Smith, comentó que es difícil no sorprenderse por el horror que se exhibe, a pesar de algunos momentos de mano dura.

### Controversia
Jay Weissberg de Variety le dio a la película un sesgo político. Weissberg cuestiona los motivos de los productores y escribe que la película contiene "elementos anticroatas y anticatólicos disfrazados" que están "diseñados como forraje incendiario" para los conflictos actuales, y que carece de un examen serio de los peligros del nacionalismo, el racismo que son reemplazados por "sentimiento y sentimiento baratos", trivializando el eje Ustashe y el genocidio promovido por el NDH. El director de cine Antonijević respondió a las críticas de Weissberg, calificándolo de panfleto político mediocre en lugar de crítico de cine, ya que contenía "sólo dos o tres frases sobre la película en sí". Representantes de la distribuidora de la película, MegaCom Film, dijeron que Weissberg nunca había revisado ninguna película serbia y que su crítica representaba una relativización y trivialización del genocidio. El productor ejecutivo Michael Berenbaum refutó las acusaciones de "anticroata y anticatólico" de Weissberg como "cínicas y locas", enfatizando la adherencia fáctica de la película a los testimonios del campo y que si alguien piensa que la historia es política", es [ellos] tomándola a la historia".
En su crítica, Robert Abele del Los Angeles Times se hizo eco del sesgo de Weissberg, calificando la película de "nativista y manipuladora", señalando que "huele a sumar puntos en una rivalidad regional de larga data". Abele continuó diciendo que, "cuando hay una escena en la que los visitantes nazis están irritados por la demostración de sadismo individual hacia los prisioneros serbios por parte de sus anfitriones croatas uniformados (que incluyen hermanos y hermanas incestuosos), sabes que está en la agenda. Criticó el "uso de Antonijević de un elemento de fantasía para cada muerte" como "desalentador", pero elogió las actuaciones de los actores que interpretaron a los presos brutalizados. Antonijević le dijo al portal de Internet Nova.rs que tiene la intención de demandar debido a esta revisión, por negación explícita del holocausto.
Cynthia Vinney, de Comic Book Resources, en el mismo campo del discurso, describió a Dara de Jasenovac como una de las películas del Holocausto que "existen por razones cínicas". Continuó describiendo la descripción de la violencia en la película como una credulidad divertida y tensa. Concluyó con un sesgo ideológico que la película señala una agenda nacida de las animosidades actuales entre Serbia y Croacia, y que es una "historia trágica sin matices ni visión más allá del horror".
El historiador del Holocausto Rory Yeomans sostiene que la película no es "propaganda anticatólica y mucho menos anticroata" y que estas afirmaciones son maliciosas, y que la película "explora conmovedoramente los compromisos morales flagrantes y complejos que los prisioneros de los campos de concentración están obligados a hacer. . "Él y elogió la actuación de los actores.